# Taygetis cleopatra
Taygetis cleopatra är en fjärilsart som beskrevs av Felder 1862. Taygetis cleopatra ingår i släktet Taygetis och familjen praktfjärilar. Inga underarter finns listade i Catalogue of Life.